# Glasofen (Marktheidenfeld)
Glasofen ist ein Stadtteil von Marktheidenfeld im unterfränkischen Landkreis Main-Spessart in Bayern.
Der Ort hat insgesamt 437 Einwohner und ist damit der drittkleinste Stadtteil Marktheidenfelds. Die Entstehung wird zur karolingischen Zeit vermutet. Seit 1972 ist Glasofen ein Stadtteil von Marktheidenfeld.

## Geographie
Durch die Gemarkung fließt der Glasbach. In der Gemarkung liegt der Weiler Eichenfürst. Nachbarorte sind Marienbrunn, Hafenlohr, Marktheidenfeld, Trennfeld, Altfeld und Kredenbach.

## Geschichte
Die Entstehung Glasofens wird zur karolingischen Zeit vermutet. Ursprünglich war das Gebiet von Glasofen wie auch des dazugehörigen Weilers Eichenfürst fränkisches Königsland, das mit Schenkungen an die Reichsabtei Fulda bzw. ihr Tochterkloster Holzkirchen gelangte. Vögte regelten im Mittelalter die weltlichen Angelegenheiten und wurden als Schirmer eingesetzt. Die Grafen von Wertheim sicherten sich die Klostervogtei über Holzkirchen und die fuldischen Besitzungen und verleibten so auch Glasofen ihrer auf unterschiedlichen Rechten aufbauenden Grafschaft Wertheim ein. 1359 war Glasofen Teil der von den Grafen von Wertheim beherrschten Cent Michelrieth.
Glasofen war nach 1806 und 1814 sowohl für die Verwaltung als auch für die Justiz weiterhin eine von den Fürsten Löwenstein-Wertheim beherrschte Behörde zuständig, das Herrschaftsgericht Kreuzwertheim. Nach der Revolution wurde diese Verwaltungsbehörde 1848 in eine staatliche Behörde umgewandelt. Ab 1853 war das Landgericht Stadtprozelten zuständig.
Im Jahre 1862, nach der Trennung von Justiz und Verwaltung, wurde das Bezirksamt Marktheidenfeld gebildet, auf dessen Verwaltungsgebiet Glasofen lag. 1879 löste das Amtsgericht Marktheidenfeld das Landgericht Stadtprozelten in seiner Zuständigkeit für Glasofen ab. 1939 wurde wie überall im Deutschen Reich die Bezeichnung Landkreis eingeführt. Glasofen war nun eine der 47 Gemeinden im Landkreis Marktheidenfeld. Mit Auflösung des Landkreises Marktheidenfeld im Jahre 1972 kam Glasofen in den neu gebildeten Landkreis Main-Spessart.
Glasofen schloss sich zum 1. Januar 1972 Marktheidenfeld freiwillig an und war somit der erste Ortsteil von Marktheidenfeld. Vorher war Glasofen mit seinem Ortsteil Eichenfürst eine selbstständige Gemeinde.

## Wappen

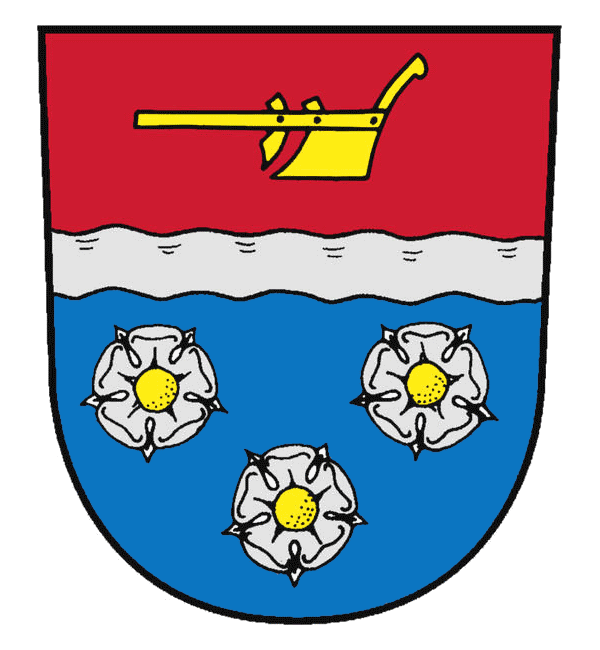
Wappen

Das Wappen von Glasofen ist horizontal durch einen silbernen Wellenbalken geteilt. Dieser symbolisiert den Glasbach, an welchem Glasofen liegt. Der Glasbach mündet schließlich gegenüber von Marktheidenfeld in den Main.
In der oberen Hälfte befindet sich ein goldener Pflug auf rotem Grund, welcher die landwirtschaftliche Bedeutung für den Ort darstellt.
Unterhalb des Wellenbalkens finden sich auf blauen Grund drei silberne Rosen, die auf frühere Zugehörigkeit zur Grafschaft Wertheim weisen.
Die Farben Silber und Rot stehen für die Zugehörigkeit zu Franken bzw. zum ehemaligen Hochstift Würzburg, Silber und Blau für den Freistaat Bayern.

## Verkehr

Verlauf der B 8

### St 2312
Die Staatsstraße 2312 führt nördlich an Glasofen vorbei. Sie führt von Marktheidenfeld nach Aschaffenburg.

### B 8
Die Bundesstraße 8 führt aus Würzburg kommend durch Marktheidenfeld und den Weiler Eichenfürst als Autobahnzubringer zur Autobahnauffahrt Marktheidenfeld im Ortsteil Altfeld.

### MSP 27
Die Kreisstraße MSP 27 verbindet Glasofen mit seinem Weiler Eichenfürst. Diese beginnt in Hafenlohr, führt über Marienbrunn, kreuzt die St 2312, verläuft weiter durch Glasofen nach Eichenfürst, wo sie in die B8 mündet und endet.

## Sehenswürdigkeiten

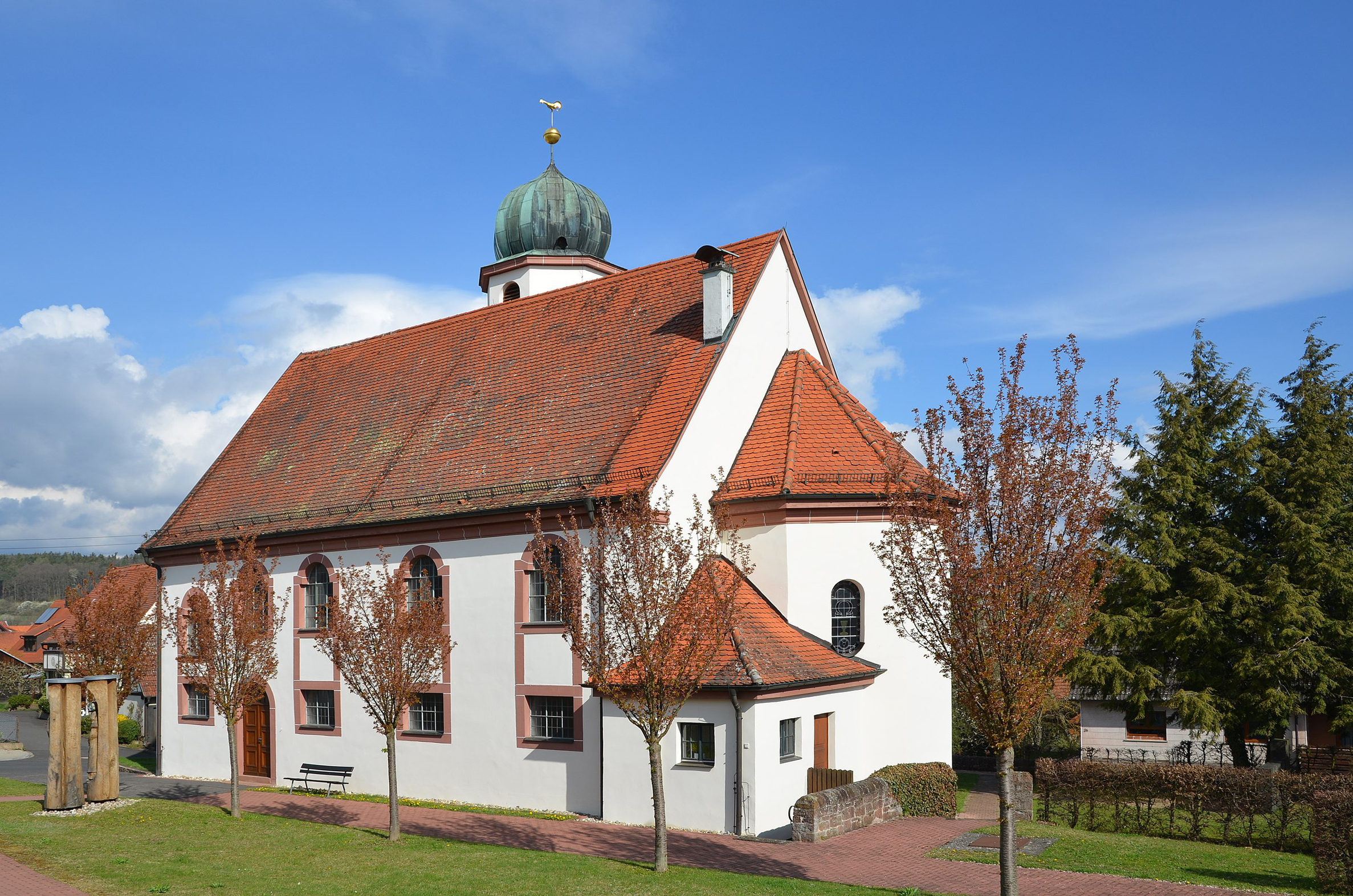
Christuskirche

### Christuskirche
Die evangelische Christuskirche wurde 1914 im einfachen Neubarock erbaut.

### Sonstige Sehenswürdigkeiten
In Glasofen sind mehrere historische Bauernhöfe erhalten, Baudenkmal ist das Anwesen Wiesenweg 3, welches im 18./19. Jahrhundert erbaut wurde, ein Fachwerkgebäude mit einem Halbwalmdach.
→ Baudenkmäler in Glasofen